# Placówka Straży Granicznej I linii „Wysin”
Placówka Straży Granicznej II linii „Arniki Dolne” – jednostka organizacyjna Straży Granicznej pełniąca służbę ochronną na granicy polsko-gdańskiej w latach 1928–1939.

## Formowanie i zmiany organizacyjne
Rozporządzeniem Prezydenta Rzeczypospolitej Polskiej Ignacego Mościckiego z 22 marca 1928 roku, do ochrony północnej, zachodniej i południowej granicy państwa, a w szczególności do ich ochrony celnej, powoływano z dniem 2 kwietnia 1928 roku  Straż Graniczną. 
Rozkazem nr 1 z 29 kwietnia 1929 roku  w sprawie zmian organizacji Pomorskiego Inspektoratu Okręgowego komendant Straży Granicznej płk Jan Jur-Gorzechowski powołał do życia i ustalił organizację komisariatu „Skarszewy”. Placówka Straży Granicznej II linii „Arniki Dolne” znalazła się w jego składzie.
Rozkazem nr 3 z 29 listopada 1933 roku w sprawach organizacyjnych', komendant Straży Granicznej płk Jan Jur-Gorzechowski przemianował placówkę II linii „Arniki „Dolne” na placówkę I linii.
Rozkazem nr 3 z 27 lipca 1936 roku  w sprawach reorganizacji placówek i zmian przydziałów, komendant Straży Granicznej płk Jan Gorzechowski  zmienił nazwę placówki I linii „Arniki Dolne” na „Wysin”.

## Struktura organizacyjna
Organizacja w czerwcu 1929:
- posterunek informacyjny Straży Granicznej „Guzy”
- posterunek informacyjny Straży Granicznej „Szumles”